# Liv 3.0
Liv 3.0: att vara människa i den artificiella intelligensens tid (engelsk originaltitel: Life 3.0: Being Human in the Age of Artificial Intelligence) är en bok av kosmologen och fysikern Max Tegmark från 2017. Boken är skriven i populärvetenskaplig form och diskuterar artificiell intelligens (AI) och dess inverkan på livets framtid på jorden och bortom. Boken diskuterar en rad samhällsmässiga konsekvenser, till exempel vad som kan göras för att maximera chanserna för ett positivt utfall av AI och potentiella framtida scenarier för mänskligheten och dess teknologi.
I februari 2019 meddelande SF Studios att de köpt rättigheterna till boken och planerar att göra en TV-serie av den.

## Bokens disposition (på engelska)
- Kapitel 1: Welcome to the Most Important Conversation of Our Time
- Kapitel 2: Matter Turns Intelligent
- Kapitel 3: The Near Future: Breakthroughs, Bugs, Laws, Weapons and Jobs
- Kapitel 4: Intelligence Explosion?
- Kapitel 5: Aftermath: The Next 10,000 Years
- Kapitel 6: Our Cosmic Endowment: The Next Billion Years and Beyond
- Kapitel 7: Goals
- Kapitel 8: Consciousness